# 圭亞那裸背電鰻
圭亞那裸背電鰻，為輻鰭魚綱電鰻目裸背電鰻科的其中一種，為熱帶淡水魚，分布於中南美洲墨西哥、巴拉圭、阿根廷、千里達淡水流域，體長可達76公分，棲息在水質混濁、流動緩慢的溪流、溝渠、水塘底中層水域，具侵略性，以蠕蟲、昆蟲、蝦等為食，雄魚會築巢並孵化魚卵，生活習性不明，可做為觀賞魚。

## 扩展阅读
維基物種上的相關：圭亞那裸背電鰻